# Can Olgun
Can Olgun (* 1984 in Marburg an der Lahn) ist ein deutsch-türkischer Jazzmusiker (Piano).

## Leben und Wirken
Olgun, der in Berlin aufwuchs, wurde durch seine Mutter zum Klavierspiel ermuntert und erhielt bereits im Alter von sechs Jahren Privatunterricht. Gemeinsam mit dem Schlagzeuger Julian Erdem besuchte er die Erich-Hoepner-Schule, wo sie 2002 die Gründung der Schulbigband initiierten. Er studierte an der Universität der Künste Berlin, wo er 2008 mit Auszeichnung abschloss. 2008 zog er mit einem Stipendium des Deutschen Akademischen Austauschdienstes nach New York, um im Jazzstudiengang der Manhattan School of Music bei Jason Moran, Joey Calderazzo, Kenny Werner, Fred Hersch und Dave Kikoski seinen Master zu absolvieren.
Anschließend konnte Olgun, der bereits mit seinem Berliner Trio Metrobop ein Album vorgelegt hatte, sich in der New Yorker Jazzszene etablieren. Er tritt regelmäßig in Jazzclubs wie Smalls, Jazz Gallery, Blue Note und im Jazz at Lincoln Center auf und gab Konzerte in der Carnegie Hall. Er arbeitet vor allem als Sideman, tourt aber auch durch die USA und Europa, wo er 2018 mit seinem Trio (aus Desmond White und Jochen Rückert) und Johannes Enders auftrat. Er ist zudem auf Alben von Martin Krümmling (The Vision Behind), Ajoyo und Eleni Gikodimou zu hören.
Darüber hinaus ist Olgun musikalischer Leiter eines Gospelchors in New York. Seit 2019 lehrt er am Community College Manhattan der City University of New York.
Olgun gewann 2007 mit seinem Trio Metrobop den dritten Platz beim Berliner Jazz & Blues Award. 2010 war er Halbfinalist beim Martial Solal Klavierwettbewerb in Paris sowie 2011 beim Thelonious-Monk-Klavier-Wettbewerb in Washington D.C.

## Diskographische Hinweise
- Guilhem Flouzat: Portraits (Sunnyside Records 2015)
- Julian Erdem: Little Flower (2017)